# Уотсон, Эйми
Эйми Уотсон (англ. Aimee Watson; 28 июля 1987 года, Сидней) — австралийская лыжница, участница Олимпийских игр в Сочи. Сестра лыжника Колума Уотсона.
В Кубке мира Уотсон дебютировала 16 февраля 2008 года, всего стартовала в 13-ти гонках в рамках Кубка мира, но не поднималась в них выше 36-го места и кубковых очков не завоёвывала. Более успешно выступает в Австрало-Новозеландском кубке, где дважды становилась второй в общем итоговом зачёте, в сезонах 2008/09 и 2010/11.
На Олимпийских играх 2014 года в Сочи показала следующие результаты: 10 км классическим стилем — 63-е место и масс-старт на 30 км — 54-е место.
За свою карьеру принимала участие в двух чемпионатах мира, лучший результат 52-е место в масс-старте на 30 км на чемпионате мира 2009 года.
Использует лыжи производства фирмы Fischer.